# Eaton-Nunatak
Der Eaton-Nunatak ist ein rund 1400 m hoher und markanter Nunatak im westantarktischen Ellsworthland. Er ragt am südöstlichen Ende der Merrick Mountains auf. 
Kartografisch erfasst wurde er durch Vermessung des United States Geological Survey und mithilfe von Luftaufnahmen der United States Navy zwischen 1961 und 1967. Das Advisory Committee on Antarctic Names benannte ihn 1966 nach dem US-amerikanischen Polarlichtforscher John W. Eaton, der im Jahr 1963 auf der Eights-Station tätig war.